# Gertrude Appleyard
Gertrude Appleyard (22 aprile 1865 – 9 giugno 1917) è stata un'arciera britannica.
Partecipò ai Giochi olimpici di Londra 1908 nell'unica gara aperta alle donne, la "Archery at the 1908 Summer Olympics - Women's double National round", ove si classificò undicesima con 503 punti.

## Fonti
- (EN)  Theodore Andrea Cook, The Fourth Olympiad, Being the Official Report, London, British Olympic Association, 1908.
- (EN)  Herman De Wael,  Archery 1908 (archiviato dall'url originale il 29 settembre 2006), in Herman's Full Olympians, 2001. URL consultato il 14 luglio 2006.